# Мартинизам
Мартинизам је правац западног мистичног и езотеричног хришћанства, чија доктрина описује пад првог човека из Божанског у материјално, као и метод његовог повратка Божанском кроз реинтеграцију, или духовно просветљење, постигнуто срчаном молитвом.
Као мистична традиција, мартинизам је првобитно припадао систему виших степена који је успоставио Мартинез де Паскали (Паскуали) око 1740. године у Француској, а затим су га у два различита облика развили његови ученици Луј Клод де Сен Мартин и Жан-Батист Вилермоз.
Мартинизам је заједнички назив за ове две различите доктрине, као и за реконституисани „Ред мартиниста“, који су 1886. основали Огист Шабозо и Жерар Енкос (Папу).
Тако збуњујућа подела мартинизма на неколико традиција није постојала у 18. веку. Касније су Мартинез де Паскали и учење Луја Клода де Сен Мартина, као и дела самог Сен-Мартена, инспирисани де Паскалијем, почели да се називају мартинизмом.
Од 1909. до 1916. године у Санкт Петербургу је постојала званична издавачка кућа руских мартиниста – часопис „Изида”, где је, између осталог, вршен превод Папусових књига.

## Три гране традиције
Мартинизам се може поделити на три облика свог постојања, на три традиције кроз које је прошао хронолошким редом:
Ред витезова-масона изабраних Коена универзума, понекад скраћено као „Изабрани Коени” је езотеричан и теургијски систем највиших степена слободног зидарства, који је створио чувени масон, мистик, кабалиста и теургиста из 18. века Дом Мартинез де Паскали, ментор Сен-Мартена. Оригинални и искључиво теургијски пут ка Реинтеграцији. Први ред Елуса Коена престао је да постоји у 18. или раном 19. веку, али га је Роберт Амбелаин обновио у 20. веку и присутан је до данас у разним мартинистичким редовима, који имају континуитет од Амбелана, који је независно рекреирао Елусе. Кохенс.
Шкотски ревидирани обред, или добронамерни витезови Светог града је масонски обред, који је реформисана верзија обреда строгог Обсервација, у којој се масонски ритуали спроводе од симболичких степена до виших; њихов филозофски садржај је заснован на мартинизму и пракси изабраних Коена. Добротворне витезове Светог града основао је крајем 18. века (1778. године) Жан-Батист Вилермоз, ученик Мартинеза де Паскалија и пријатељ Сен-Мартена. Витезови Светог града никада нису престајали са својим деловањем и постоје до данас, већ у два различита облика повеље, редовном и нередовном, у које спадају и жене.
Мартинизам Луја-Клода де Сен Мартина је мистична традиција која се фокусира на медитацију и унутрашњу духовну алхемију. Сен-Мартен је предложио пут другачији од идеја његових савременика о мартинизму, тихом „путу срца“ који води ка реинтеграцији. Сен-Мартен није намеравао да овај пут успостави редове, већ је окупљао мале кругове у којима је давао упутства својим следбеницима. Огист Шабозо и Жерар Енко (Папус) су 1886. године трансформисали наслеђе Сен-Мартена у Мартинистички ред.

## Симболика тројства у мартинизму
Значај симболике тројства, израженог у троуглу, сачували су Луј Клод де Сен Мартин и у Мартинистичком реду Папа. Верује се да је печат Мартинистичког реда симбол Универзалног пентакла, два троугла који формирају хексаграм у кругу, у комбинацији са једнакостраничним крстом и шестоуглом, које је развио Сен-Мартен да би објаснио Универзум.
Мартинез де Паскали (Паскуалис) је рођен 1727. у Греноблу, а умро је 1774. у Сен Домингу, бавећи се световним пословима. Од своје 28. године, Мартинез де Паскали је био активан у масонерији у Француској. Године 1765. основао је Ред масонских витезова Елуса Коена Универзума, који је деловао као редовна масонска послушност у Француској.
Повеља ордена садржала је три групе степена. Први је био сличан симболичким степенима редовног масонерије. Друга група степена је у суштини била масонска, али је већ садржала наговештаје тајне доктрине самог Паскалија. Трећа група степена била је апсолутно магична: на пример, практиковала је егзорцизам против зла и широм света и за појединца. У највишој иницијацији у степен Витеза Ружиног (или, иначе, „Рудди”) крста, иницијат је подучаван теургији, уз помоћ које је могао да комуницира са духовним световима ван физичког света.
У својој јединој књизи, Трактат о реинтеграцији створења, Паскали је изложио филозофију која лежи у основи рада Елуса Коена. Пре свега, он прави аналогију са Рајским вртом и назива Христа „Исправљачем“.
Крајњи циљ изабраних Коена био је да стекну – док су још на земљи – блажену визију уз помоћ магијских и мистичних инвокација и комплекса теургијских операција.
После смрти Мартинеза де Паскалија, Елус Коен је наставио да функционише неко време. Међутим, почела је подела између различитих храмова, који су неупотребљиви током прве половине деветнаестог века. Последњи познати изабраник Коен из оригиналног реда Елуса Коена, Дестини, умро је 1868.
Луј Клод де Сен Мартин рођен је 1743. године у Француској, у граду Амбоазу, а умро је 1803. године. Најпре је радио као адвокат, а затим се придружио војсци у Бордоу.
Сен-Мартенова иницијација у Елуса Коена десила се 1768. године, а његова активност у Реду настављена је најмање шест година. Потом је инициран у највиши степен Реда – степен Витеза Ружичастог (или „Руменог“) крста (француски Реаук-Цроик), а 1770. постао је Паскалијев секретар.
Сен-Мартен се осећао све више у супротности са теургијским ритуалима Елуса Коена, верујући да је овај пут превише лишен природне једноставности да би се постигао жељени циљ. Више је био склон унутрашњем созерцању, које је назвао „Пут срца“. Међутим, наставио је да признаје утицај Паскуалиса на његове сопствене мисли. Поред тога, Сен-Мартен је био инспирисан делима Јацоба Боехмеа.
Године 1777, након неуспешног покушаја да добије сагласност Елуса Коена да прихвати праксу контемплације, Сен-Мартен је ограничио своје учешће у Реду. 1790. потпуно га је зауставио.
Сен-Мартен је своју филозофију изложио у неколико књига, које је написао под псеудонимом „Непознати филозоф”. Међу њима:
- О грешкама и истини (француски: Дес ерреурс ет де ла верите, (1786))
- Човек од жеље (француски: Л'Хомме де десир, (1790))
- Нови човек (француски Ле Ноувел Хомме, (1792))
- Крокодил, или рат добра и зла (француски: Ле цроцодиле, оу ла гуерра ду Биен ет ду Мал (1799))
- Човек, његова права природа и служба
- Афоризми и Максиме
- Водич за духовног човека (француски: Ле Министере де л'хомме-есприт, (1802))
- Десет молитви
- Црвена књига

- Теозофска писма

Жан Батист Вилермоз је рођен 1730. године у Лиону и тамо умро м 1824. године. Инициран је у масонску ложу, која је деловала по правилима строге послушности, са двадесет година. Године 1767. Вилермоз је инициран у Елус Коен, и на крају је достигао највиши степен ордена, а од Паскуалиса је добио титулу врховног судије, једног од најважнијих официра.
Забринути неслогом у поретку који је настао након смрти Паскалија, Вилермоз и још двојица врховних судија формулисали су 1778. идеју о додатним степенима за ложе строге послушности покрајине Аувергне, која садржи филозофију Орден Елуса Коена, али без теургијских пракси, и представља масонску повељу Витезова темплара.
Пошто је успешно реформисао француски огранак реда, Вилермоз је 1782. године убедио немачку грану да прихвати исте промене, иако не без значајног противљења других ложа строге послушности, као што је ложа баварских илумината Адама Вајсхаупта.
Француска револуција је значајно ограничила активности добротворних витезова светог града у Француској, али није утицала на активности њихове браће у Швајцарској. Тренутно се велики приоритети добротворних витезова Светог града, или Шкотског ревидираног обреда, налазе широм света: у Швајцарској, САД, Француској. Два велика приоритета Вејта и Лесли Дринг налазе се у Енглеској. Такође постоје велики приоритети у Немачкој, Белгији, Шпанији, Португалу и Бразилу, где су префектуре и ложе Св. Андреја. Ложе које делују под шкотским исправљеним обредом налазе се свуда од Италије до Бразила.
Следбеници Сен-Мартена, звани С:И:, који раде у систему „слободних иницијација“ Сен-Мартена, ширили су доктрину Непознатог филозофа у Француској, Немачкој, Данској, па чак и у Русији. Године 1881, угледни француски лекар Жерар Енкос (касније познат као Папус) је од виконта Анрија Делажа сазнао за доктрину Сен-Мартена. Од њега је добио иницијацију 1882. у степен С:И::, фр. "Супериеур Инцонну" (Врхунски непознати). Сам Делааге је, заузврат, био иницијат у линији сукцесије система „слободних иницијација“ Сен-Мартена.
Године 1884-1887, Папус је заједно са Пјером Огистом Шабозоом, који је такође имао иницијацију по једној од линија наследства од Сен-Мартена, и са другим истомишљеницима и пријатељима, успоставио мистични ред, Орден врховних непознаница, који је касније постао познат под именом Мартинистички ред. Оснивање Реда се догодило након једног од Папусових састанака са Шабозоом, када су сазнали да су оба наследила две различите гране које потичу из Сен-Мартена. Шабозоово наследство је била карика која је недостајала Папусу, иако је он поседовао оригиналне де Пасквалисове документе и добио је административна овлашћења над Редом од Анрија Делажа. Папус и Цхабосеау су „разменили наследства“, спајајући две линије сукцесије у једну.
Мартинистички ред, који је основао Папус, био је структуиран као ложе, уједињене од стране Велике ложе за сваку земљу која је имала најмање три Мартинистичке ложе. Све Велике ложе биле су потчињене Сувереном врховном савету Мартинистичког реда. 
Упркос чињеници да мартинизам карактерише организациона структура ложа, сами ритуали немају никакве сличности са симболичким степенима масонерије. Ритуали имају свој драмски и езотерични садржај. Ритуали садрже елементе филозофије Мартинеза де Паскалија, садрже референце на Кабалу, заједно са главним садржајем који се састоји од упутстава Сен-Мартена. У кључним тачкама ритуала, од кандидата се очекује да одговори на сопствену иницијативу. Он или она се стално подстичу да размишљају о симболици представљеној током ритуала. Ритуали често садрже елементе изненађења како би се појачао нагласак присутан у ритуалима.

## Мартинизам у 20. веку
Године 1913. у Паризу се појавила Велика национална ложа Француске (ГНЛФ), која је одмах добила масонско признање од Уједињене Велике ложе Енглеске (УГЛА). Ова јурисдикција је вршила масонски рад по Ректификованом шкотском обреду, који је Папус основао, због утицаја који је Жан-Батист Вилермоз, ученик Мартинеза де Паскулиса, и сарадник Луја Клода де Сен-Мартена у Реду Елуса Коена , имао на овом обреду (ИСХ), од кога је своју историју водио Мартинистички ред Папуса, а због блискости ИСХУ у неким ритуалним, легендарним и догматским елементима са Мартинистичким редом. Папус је 1914. године, као шеф Мартинистичког реда, започео преговоре са Великим мајстором ВНЛФ-а Едуардом де Рибокуром, са циљем да под његовим окриљем оснује низ масонских ложа исправљених Шкота.
Пројекат је био укључен у акциони план за наредне године, али избијање Првог светског рата није омогућило даљи рад у овом правцу. Папус се добровољно пријавио на фронт, где је радио као лекар у пољској болници све док није отпуштен због инфекције туберкулозом, од које је и умро 25. октобра 1916. године. Први светски рат је катастрофално утицао на Мартинистички ред: многи Мартинисти су погинули на фронту где су били мобилисани.
Папусов наследник на челу Великог мајстора Мартинистичког реда био је Шарл Детре (Тедер). Тедер је 29. октобра 1916. такође преузео вођство кабалистичког реда Ружа+Кроа, који је крајем 19. века основао Мартиниста Станислас де Гуаита. Међутим, због низа околности, Тедер није имао довољно снаге ни времена да активно ради у Мартинистичком реду, а године његове владавине су значајне само по активном интензивирању приближавања Мартинистичког реда и масонерије.
Након завршетка Првог светског рата и смрти Великог мајстора Реда Тедера, Мартинистички ред се поделио на две гране:
- Синархијски Мартинистички ред, на челу са Великим мајстором Виктором Бланшаром, према Тедер повељи.
- Лионски Мартинистички орден, на чијем челу је био Велики мајстор Жан Брико.

До несугласица је дошло због неслагања огромне већине чланова Мартинистичког реда са иновацијама које је Жан Брико спроводио у ложама на које је имао утицај, или покушавао да изврши такав утицај. Брико је покушао да уједини масонске ложе на чијем је челу био, Гностичку цркву и Мартинистички ред у једну организацију. Међутим, Виктор Бланшар, који је наследио место Великог мајстора од Тедера, Папусовог наследника, успротивио се таквом спајању, ослањајући се на првобитни Устав Редаж. У то време, многи мартинисти у Француској подржавали су Нандорфово полагање права на француски престо. Придружили су се синархистичком покрету и придружили се Реду мартинизма и синархије (ОМ&С). Упркос овој подели, оба реда и њихови поглавари су одржавали пријатељске односе једни са другима.
Године 1931. одвојила се и трећа грана на чијем је челу био Пјер Огист Шабозо. Шабозо је одвојио сопствену грану на основу тога што је за себе сматрао неприхватљивим да учествује у Редовима који нису били на његовом челу, пошто је он сам - Шабозо - био, заједно са Папом, суоснивач првобитног Реда у 19. веку. Придружио се Виктору-Емилу Мишелеу и Лусијену Шамуелу (двојица преосталих преживелих чланова првобитног Врховног савета из 1891. године) да би оживео Ред који су основали са Папусом. Да би нагласили разлику овог Реда од других недавно створених, назвали су га Традиционални Мартинистички Ред (ОМТ). Виктор-Емил Мишеле је изабран за Великог мајстора, а Огист Шабозо га је наследио 1939, пре Мишелетове смрти 1946. Године 1939., цар АМОРЦ Ралф Максвел Луис примио је захтев Традиционалног реда мартинизма да шири мартинизам у Сједињеним Државама, иако је Луис добио своју иницијацију у Ред мартинизма и синархије. Достављене су му потребне повеље и документи. Након тога, ДМОРЦ је потпуно апсорбовао ову грану Реда.
Други светски рат је имао исти штетан утицај на Мартинистички ред у Европи као и Први. Нацистички режим је потиснуо сва тајна друштва, а многи Мартинисти су умрли у концентрационим логорима. Међутим, у Европи, као и у САД, опстали су готово сви огранци Мартинистичког реда. Популарност мартинизма расте у наше време.